# Gibson Flying V
Gibson Flying V je model električne gitare tvrtke Gibson koja je prvi puta predstavljena 1958.g.
Tvrtka je razvila prototip gitare 1957.g. Model Flying V (zajedno s modelima Futura,  Moderne) činila je niz futuristički dizajniranih gitara koje je osmislio tada predsjednik tvrtke Gibson Ted McCarthy. Gitara je izrađena od korina drva.
Model se je počeo prodavati 1958.g. da bi proizvodnja prestala 1959.g. zbog slabe prodaje. Tvrtka je 1963. isporučila nekoliko gitara sklopljenih od ostataka dijelova.
Blues-rock gitarist Lonnie Mack i blues gitarist Albert King koristili su gotovo od početka ovaj model gitare. Mack je gotovo čitavu svoju karijeru koristio model iz 1958., dok je King svoj instrument iz 1958. sredinom 1970-ih zamijenio drugim Flying V modelima.
Obnovljeno zanimanje za model navelo je Gibson na ponovnu proizvodnju 1967. Model je malo izmijenjen. Model iz 1967. postao je standard za model Flying V. Kasnije je model postao vrlo popularan među heavy metal gitaristima zbog svog agresivnog izgleda (npr. James Hetfield, Kirk Hammett i Dave Mustaine). 